# Oedipina capitalina
Oedipina capitalina es una especie de salamandra, perteneciente a la familia Plethodontidae. Es endémica de Honduras, fue reportada cerca de la cima del Cerro Grande en la parte central del departamento de Francisco Morazán, en la zona norte de la ciudad de Tegucigalpa a1220 m de elevación.
La localidad tipo se encuentra dentro de la formación de un bosque seco pre-montano. El nombre específico "capitalina" es un coloquialismo hondureño que hace referencia una mujer habitante de la ciudad capital de Tegucigalpa. Este nombre se da en referencia a la proximidad de la localidad tipo a la ciudad más grande del país y se utiliza como sustantivo en aposición.
Oedipina capitalina se diferencia de los demás miembros del género Oedipina por tener 19 surcos costales, 20 vértebras, 27–34 dientes maxilares y 20 dientes vomerinos, como también por sus relaciones filogenéticas. El análisis filogenético sugiere que esta especie está más estrechamente relacionada con O. ignea, O. motaguae, y O. stenopodia, otros tres miembros del subgénero Oedipina, habitantes conocidos del bosque caducifolio seco, hábitat en Guatemala y Honduras.